# HMS Trinculo
El HMS Trinculo fue un cañonero de madera de la Royal Navy. Formó parte de la categoría de barcos Britomart, compuesta por 17 embarcaciones fabricadas entre 1860 y 1867. Inicialmente, se encargaron 20 barcos, pero finalmente se cancelaron tres de ellos. La elección del nombre Trinculo está inspirada en un personaje de la obra teatral de Shakespeare, La Tempestad.
El buque naufragó el 5 de septiembre de 1870 cerca de Estepona, España.

## Historia
El Trinculo fue botado el 22 de septiembre de 1860 en los astilleros de Chatham Dockyard. Durante una década, el Trinculo prestó servicio en la Royal Navy, participando en operaciones contra el comercio de esclavos en África Occidental y en la represión de la rebelión de los mahometanos en Abisinia.
El 5 de septiembre de 1870, sufrió un naufragio tras colisionar con el vapor español Moratin cerca de Estepona, en España. El Trinculo partió de Gibraltar con destino a Málaga. Al promediar las 10 p.m., avistaron al barco mercante español Moratín cerca de Punta Europa y este ajustó su rumbo de manera equivocada después de que el Trinculo cambiara el suyo para evitar colisiones. El cañonero fue impactado en el lado de babor y sufrió daños hasta la línea de flotación. Dos hombres murieron durante la evacuación apresurada. No se culpó al teniente Crofton ni a su tripulación, ya que el error fue cometido por los españoles según la versión de los oficiales ingleses recogida por el Gibraltar Chronicle el 6 de septiembre de 1870. El 17 de septiembre de 1870 se publicó en La Iberia la versión de la tripulación española, en la que decían que el Trinculo no había cambiado el rumbo como apuntaba Crofton. También según la crónica de un marinero, salvaron 45 tripulantes ingleses e indicaron que, de las dos muertes, uno fue impactado en el choque y otro sí fue por ahogamiento.

## Descripción
Tenía dimensiones de 180 pies (54,9 m) de longitud, 34 pies (10,4 m) de manga y un calado de 12 pies (3,7 m). Su propulsión se basaba en una máquina de vapor de triple expansión que generaba 1200 caballos (895 kW). Su armamento constaba de seis cañones de 64 libras (29 kg) y cuatro cañones de 32 libras (15 kg).